# Vincent Claude
Vincent Claude est un acteur français né le 5 décembre 1998.
Il est notamment connu pour avoir incarné l'élève Ducobu dans le film tiré de la bande dessinée du même nom.

## Biographie
Vincent Claude commence sa carrière à sept ans avec La vie est à nous ! de Gérard Krawczyk avec Sylvie Testud, Josiane Balasko et Michel Muller.
En 2008, il apparaît dans Le Petit Nicolas de Laurent Tirard avec Valérie Lemercier, Kad Merad, Sandrine Kiberlain, François-Xavier Demaison et Michel Galabru. Il y joue le rôle d'Alceste, le meilleur ami de Nicolas.
Il joue ensuite dans Les Meilleurs Amis du monde, sorti en juin 2010, avec Marc Lavoine, Pierre-François Martin-Laval, Léa Drucker, et Pascale Arbillot.
L'année suivante, il décroche le premier rôle dans L'Élève Ducobu.
Pendant sa scolarité, il a fréquenté successivement l'école primaire Paul-Vaillant Couturier à Bagnolet, puis le collège Saint-Germain-de-Charonne et le lycée des Petits-Champs à Paris.
Il a depuis arrêté sa carrière d'acteur pour suivre une formation de pâtissier.

## Filmographie
- 2005 : La vie est à nous ! de Gérard Krawczyk : La Puce Enfant
- 2009 : Le Petit Nicolas de Laurent Tirard : Alceste
- 2010 : Les Meilleurs Amis du monde de Julien Rambaldi : César
- 2011 : L'Élève Ducobu de Philippe de Chauveron : Ducobu
- 2013 : Malavita de Luc Besson : un ami de J.P.
- 2016 : Cigarettes et chocolat chaud de Sophie Reine : Denis Patar (jeune)